# Flap Gurney

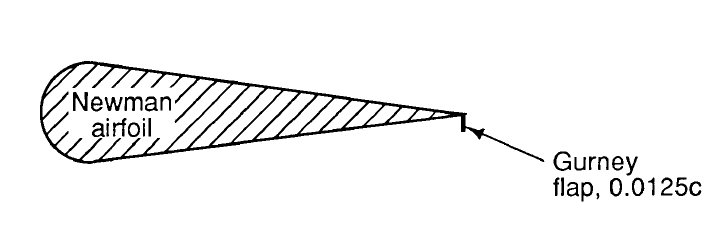
La petita pestanya de la part baixa i a la dreta es un flap Gurney muntat en un perfil Newman.
La xifra 0,0125C indica 1,25% de la corda del perfil.

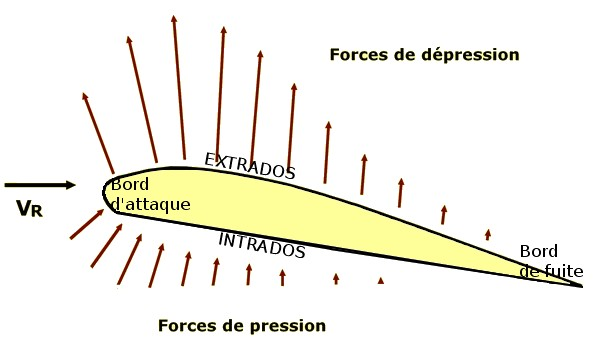
Secció d'un perfil d'ala. Extradós (succió), intradós (pressió), caire d'atac i caire de sortida.

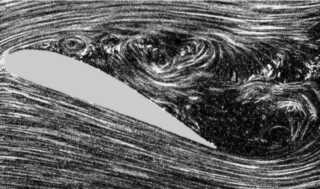
Separació del flux i turbulència amb angle d'atac elevat.

El flap Gurney o flap de Gurney és un flap fix inventat i experimentat amb èxit en les curses automobilístiques pel pilot i constructor Dan Gurney.
Físicament consisteix en una petita pestanya disposada en el caire de sortida d'un perfil aerodinàmic. Aquest apèndix es munta en l'intradós de l'ala, formant un angle d'uns 90 graus. Les dimensions del flap són de l'ordre de 1%-2% de la corda.
El dispositiu descrit funciona incrementant la pressió en l'intradós, rebaixant la pressió en l'extradós i millorant el flux de la capa límit (mantenint-lo “enganxat” fins al caire de sortida, per tot l'extradós del perfil aerodinàmic).
Les aplicacions típiques estan documentades en automòbils de competició, estabilitzadors horitzontals i verticals d'helicòpters i avions en els quals una sustentació molt alta sigui essencial (per exemple, en avionetes publicitàries que remolquen anuncis).

## Història

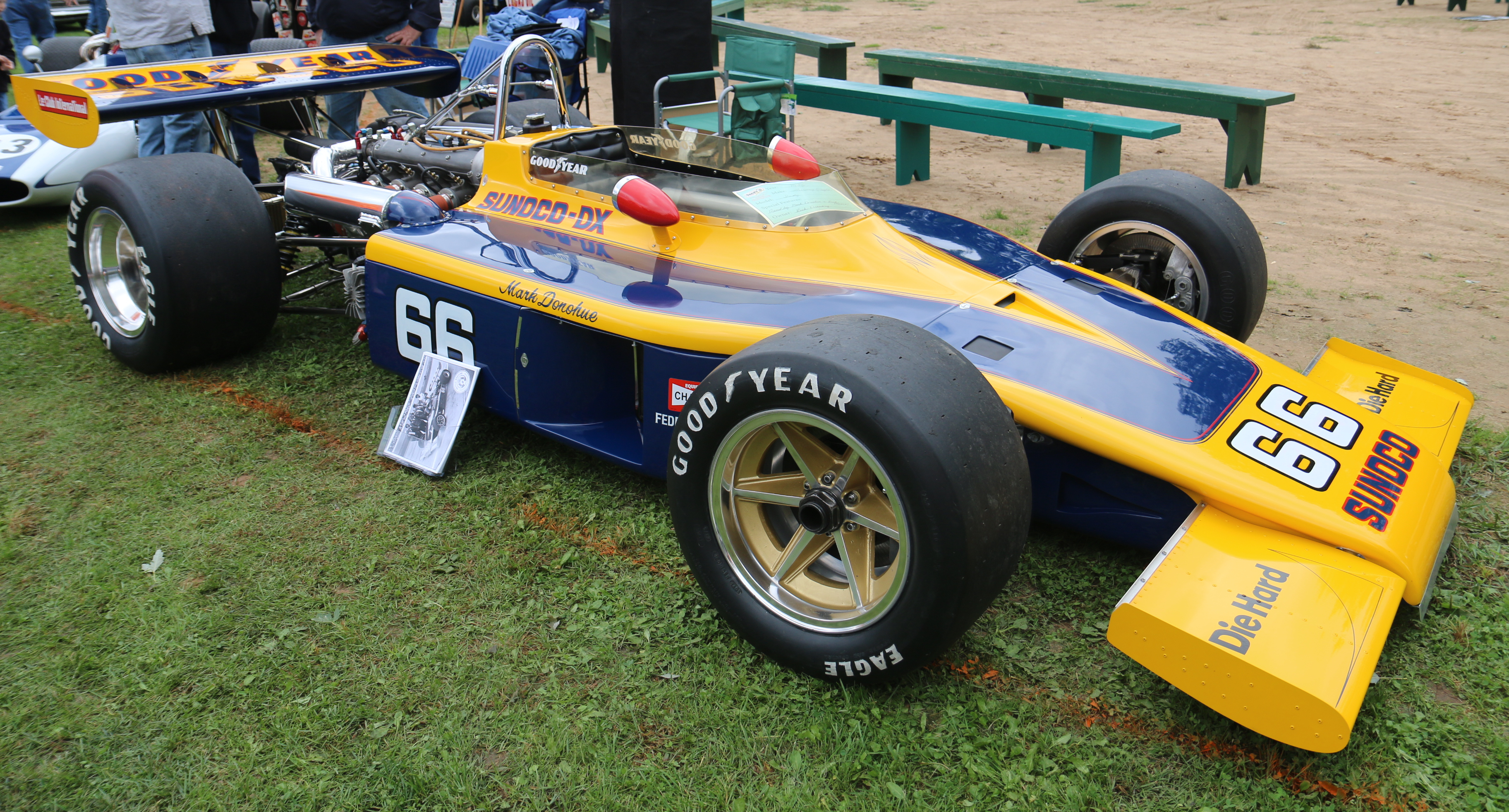
Monoplaça IndyCar Gurney-Eagle de 1972. Els alerons davanters i posterior porten flaps Gurney.

L'any 1971 hi havia una sessió de proves al circuit de Phoenix (Arizona). Es tractava d'un automòbil monoplaça de l'escuderia AAR (All American Racers). El seu propietari era Dan Gurney i el pilot Bobby Unser. Les coses no anaven bé. El cotxe era lent i tothom n'era conscient.
El tercer i darrer dia de les proves programades, el pilot Bobby Unser va demanar una solució a Dan Gurney i aquest va proposar la petita modificació que duu el seu nom: el flap Gurney. En menys d'una hora un perfil en L d'alumini fou fixat al caire de sortida de l'aleró (gairebé en posició horitzontal) del monoplaça.
Un cop el cotxe en pista els temps eren decebedors i tothom estava convençut del fracàs del nou invent. En tornar el pilot a boxes, Bobby Unser va parlar discretament amb Dan Gurney i li va anunciar que el nou flap era sensacional. La parte posterior s'arrapava tant a la pista que el cotxe s'havia tornat subvirador. Aquesta era la causa dels temps mediocres. L'únic que calia era equilibrar el monoplaça afegint càrrega aerodinàmica a la part davantera.

## Antecedents

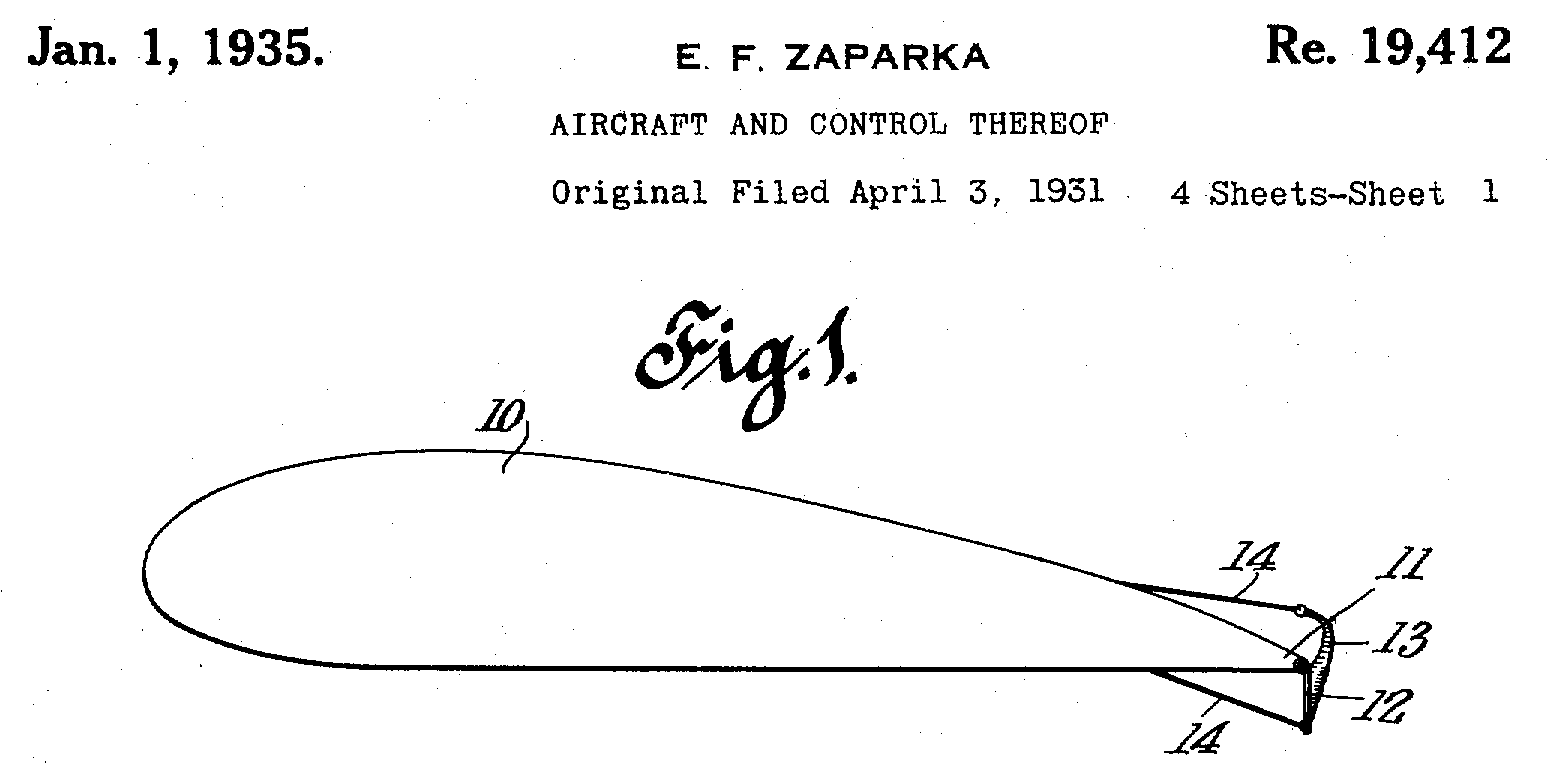
Esquema de la patent de E.F. Zaparka. 1935.

L'any 1935 fou concedida una patent per a un flap molt semblant al flap Gurney.
L'any 1932, a Alemanya, Eugen Gruschwitz i Oskar Schrenk publicaren els resultats d'afegir diversos flaps al caire de sortida d'un perfil aerodinàmic. De manera similar a un flap Gurney o altres variacions.

### Solucions inspiradores
Des dels anys 60 del segle xx, pel cap baix, alguns automòbils de competició equipaven una pestanya posterior que millorava el comportament aerodinàmic a altes velocitats. (Vegeu galeria més avall).
Aparentment, Dan Gurney es va inspirar en aquesta mena de flaps posteriors que recorden, vagament, la seva solució.

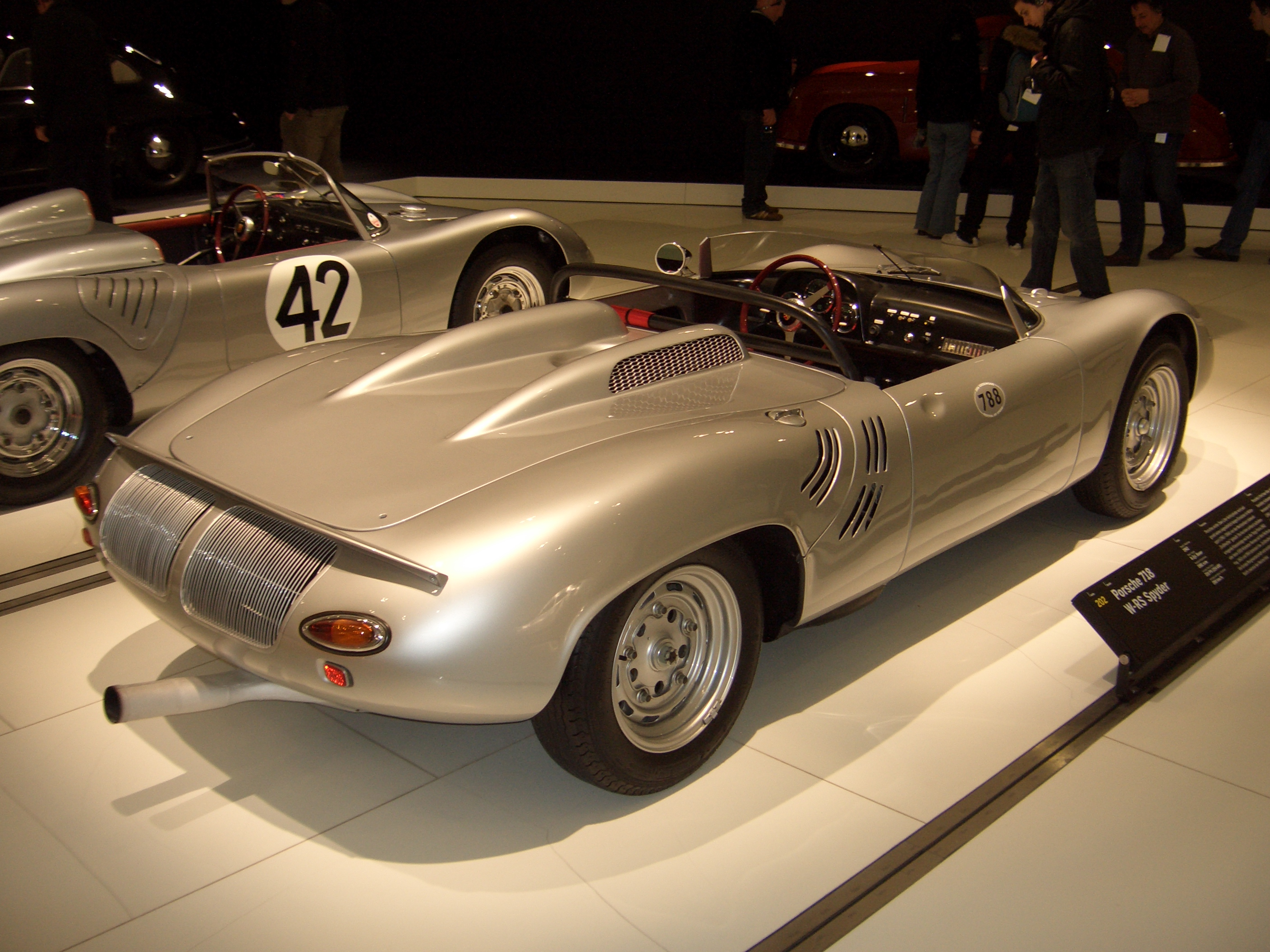
Porsche 718 W-RS Spyder.1961
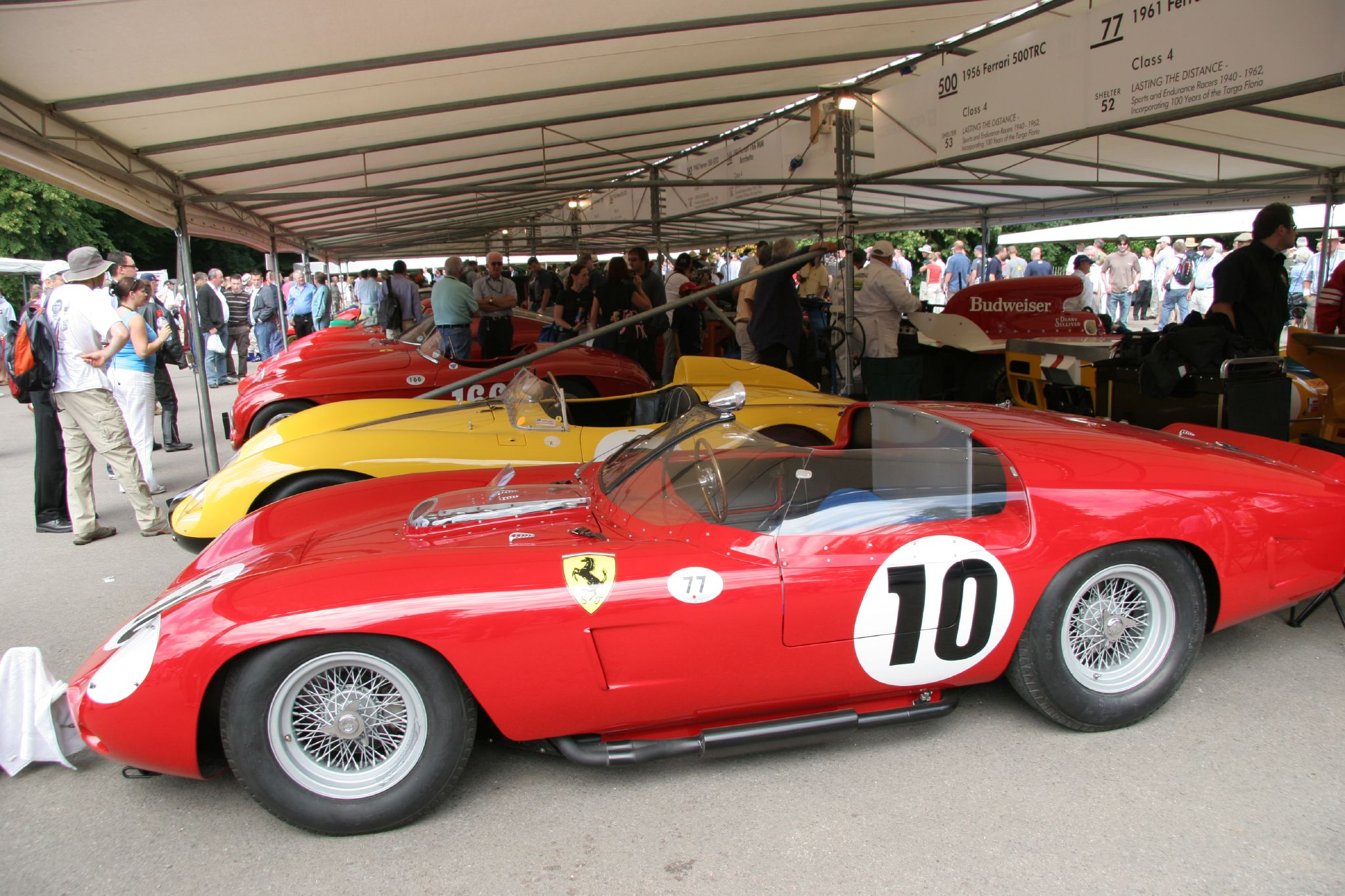
Ferrari TR61. Guanyador de les 24 hores de Le Mans. 1961.
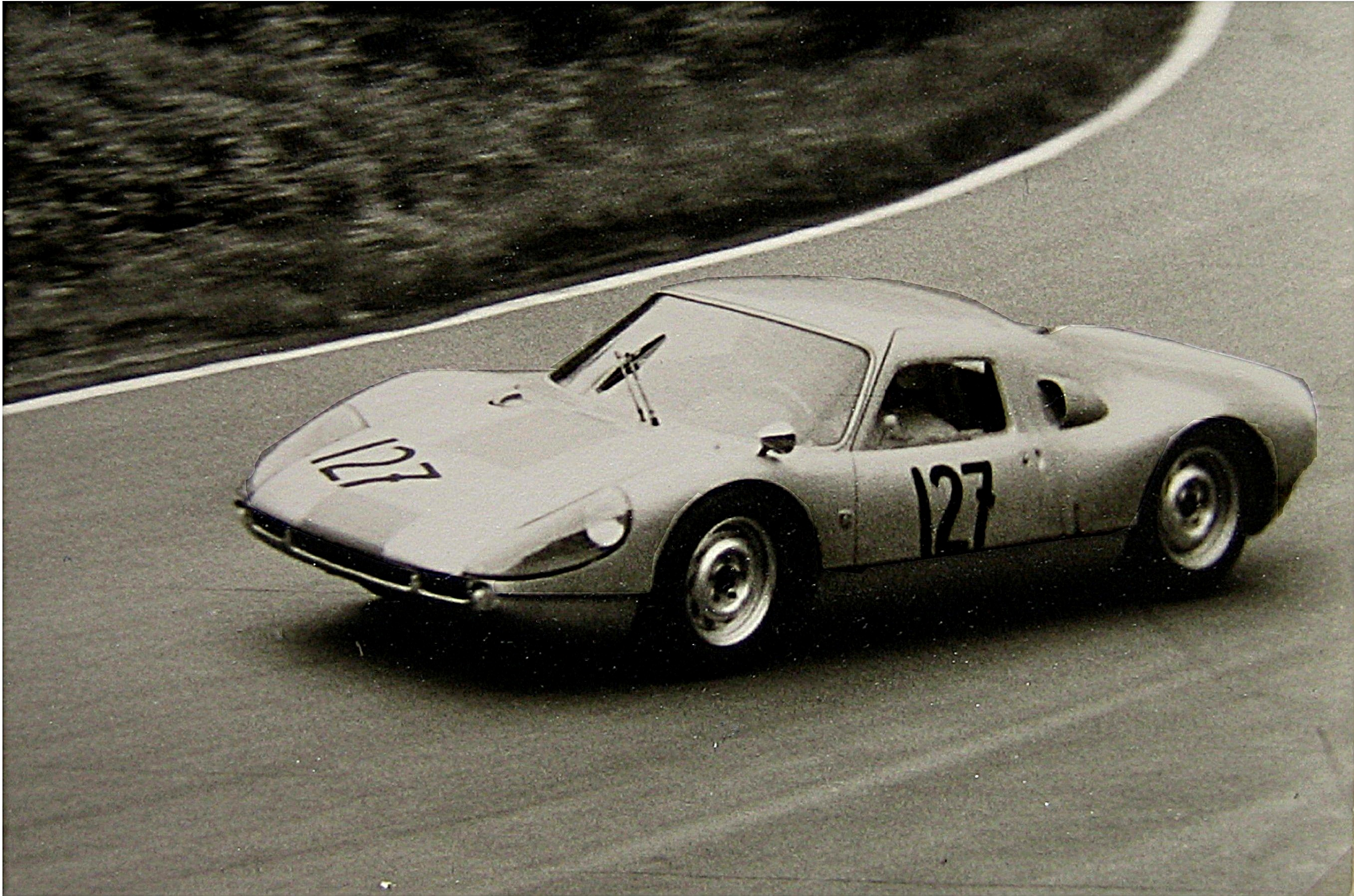
Porsche 904. 1964-65.
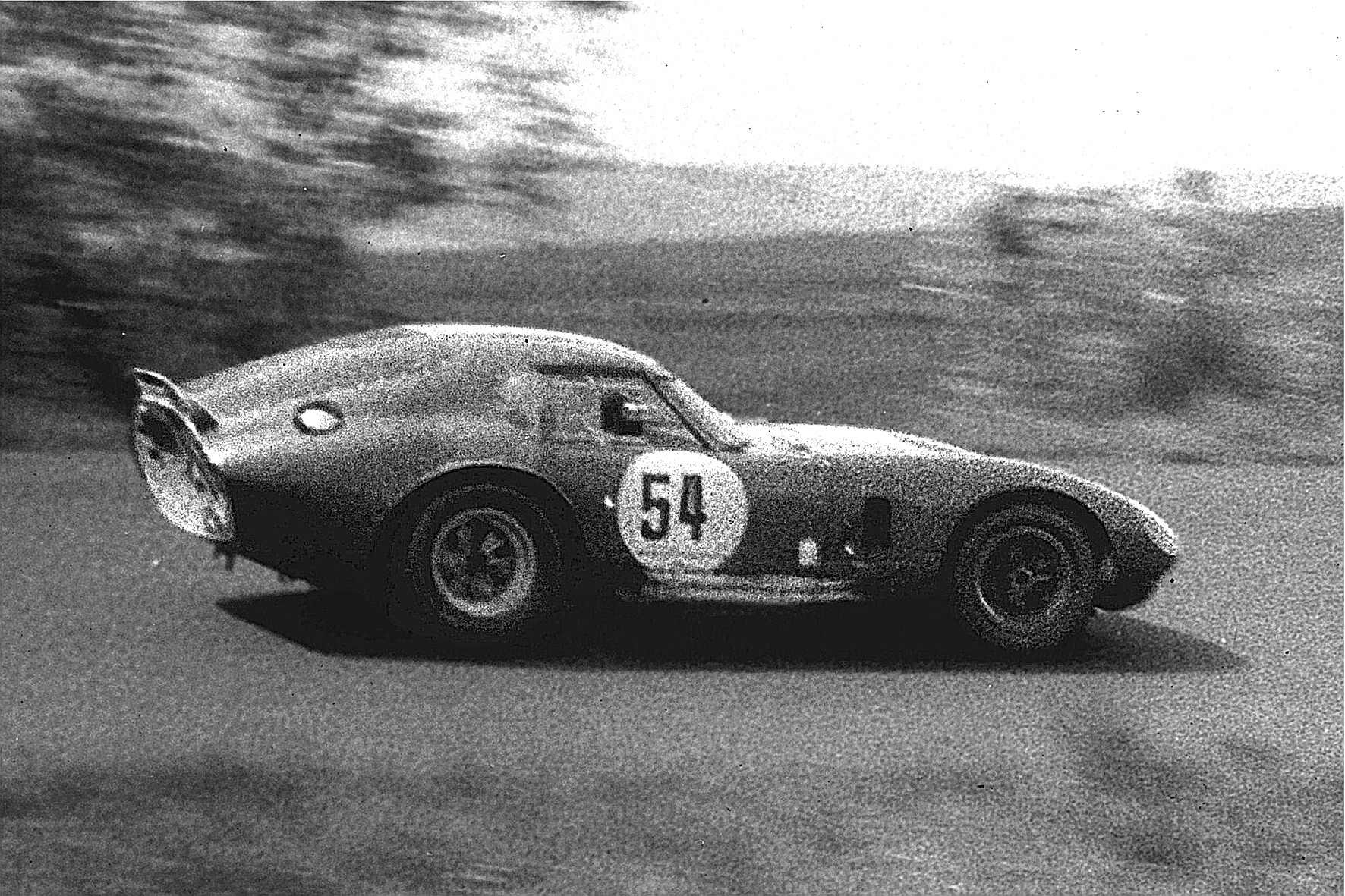
Shelby Cobra Daytona. 1965.

## Funcionament

### Introducció prèvia
Una ala d'un avió produeix una força de sustentació (quan l'avió es desplaça a una certa velocitat). Un alerò d'un automòbil es munta en posició invertida de manera que produeixi una força vertical i cap a avall: una sustentació negativa (per augmentar l'adherència quan el cotxe es desplaça a una certa velocitat).
En ambdós casos anteriors, els efectes positius tenen la contrapartida d'una força d'arrosegament que absorbeix potència.
A efectes pràctics, per a un perfil d'ala donat hi ha una relació entre el coeficient de sustentació i l'angle de treball del perfil (angle d'incidència). La sustentació obtinguda és directament proporcional al coeficient de sustentació.
- La força d'arrossegament i el coeficient d'arrossegament  a un cert angle poden ser analitzades amb un raonament similar.

En la pràctica, un cop escollit un perfil determinat, es tracta d'optimitzar l'angle de treball per a obtenir una sustentació adequada amb una força d'arrossegament mínima. La decisió es basa en mesures experimentals prèvies, en càlculs teòrics, en proves en túnels de vent i en proves sobre cotxes reals.

Flux entorn d'un perfil d'ala
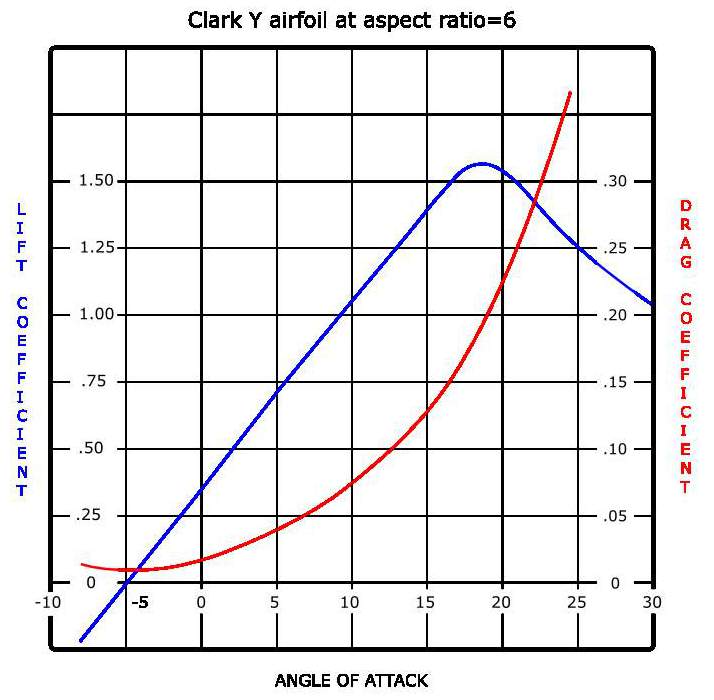
En blau: Corba típica que mostra el coeficient de sustentació  d'una secció en funció de l'angle d'atac d'un perfil d'ala determinat. En vermell: Corba típica que mostra el coeficient d'arrossegament  de la secció anterior en funció de l'angle d'atac (a partir de dades experimentals)
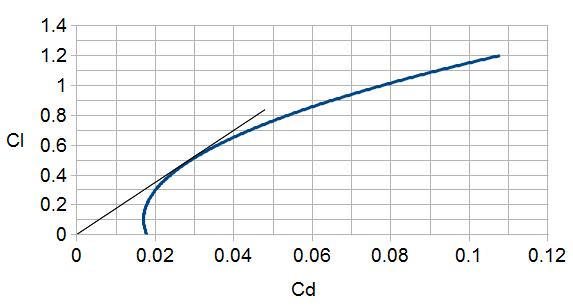
Corba polar d'arrossegament per a un perfil d'ala determinat. La tangent determina el punt L/D màxim. L=força de sustentació; D=força d'arrossegament

### Mecanisme del fenomen

Animació mostrant una estela de von Kármánn provocada per un objecte cilíndric.

Comparant el flux al voltant de dos perfils aerodinàmics idèntics, un sense flap Gurney i l'altre amb un flap Gurney, diversos estudis han demostrat que es produeix el fenomen següent:
- un flap Gurney provoca un vòrtex aigües amunt del perfil i un alentiment del flux
- un flap Gurney provoca dos vòrtex aigües avall del flap; vòrtex que giren en sentit contrari i que creen una estela de von Kármánn; en conjunt provoquen un increment de l'àrea de succió de l'extradós del perfil (comparat amb un perfil sense flap Gurney).
- els efectes aigües amunt i aigües avall del flap provoquen un augment de la circulació del perfil.[11][12]

### Efectes d'un flap Gurney
Des d'un punt de vista científic i pràctic, els efectes són els següents:
- un flap Gurney augmenta el coeficient de sustentació màxim
- disminueix l'angle d'atac per a una sustentació zero (alfa zero)
- augmenta el moment de capcineig (que empeny el morro cap a terra en el cas d'un avió; en un automòbil tendeix a aixecar el morro); efecte equivalent al que provocaria un augment de la curvatura del perfil d'ala[13]
- augmenta (en general) el coeficient d'arrossegament, especialment a angles de treball petits
  - en perfils gruixuts, pot provocar reducció del coeficient d'arrossegament

Conclusions: Un dimensionat correcte d'un flap Gurney pot millorar la relació L/D.

#### Automòbils de competició
En condicions determinades, afegir un flap Gurney a un aleró (sense variar l'angle de treball) permet incrementar la força de sustentació negativa de forma important
(per exemple un 30%) mentre que la força d'arrossegament augmenta en una proporció menor (per exemple un 10%) (NOTA: Els valors indicats del 30% i 10%, respectivament, són merament il·lustratius).

## Ús en helicòpters
Molts dels helicòpters actuals disposen de flaps Gurney en els estabilitzadors horitzontals de l'empenatge de cua. Aquests elements aerodinàmics són fixes i han de treballar en un rang d'angles d'atac molt gran. Per exemple, des dels -25 graus en una ascensió ràpida fins als +15 graus de l'autorotació. Els flaps Gurney milloren la resposta de l'helicòpter amb el petit inconvenient d'augmentar lleugerament la força d'arrossegament de la nau i el seu consum.

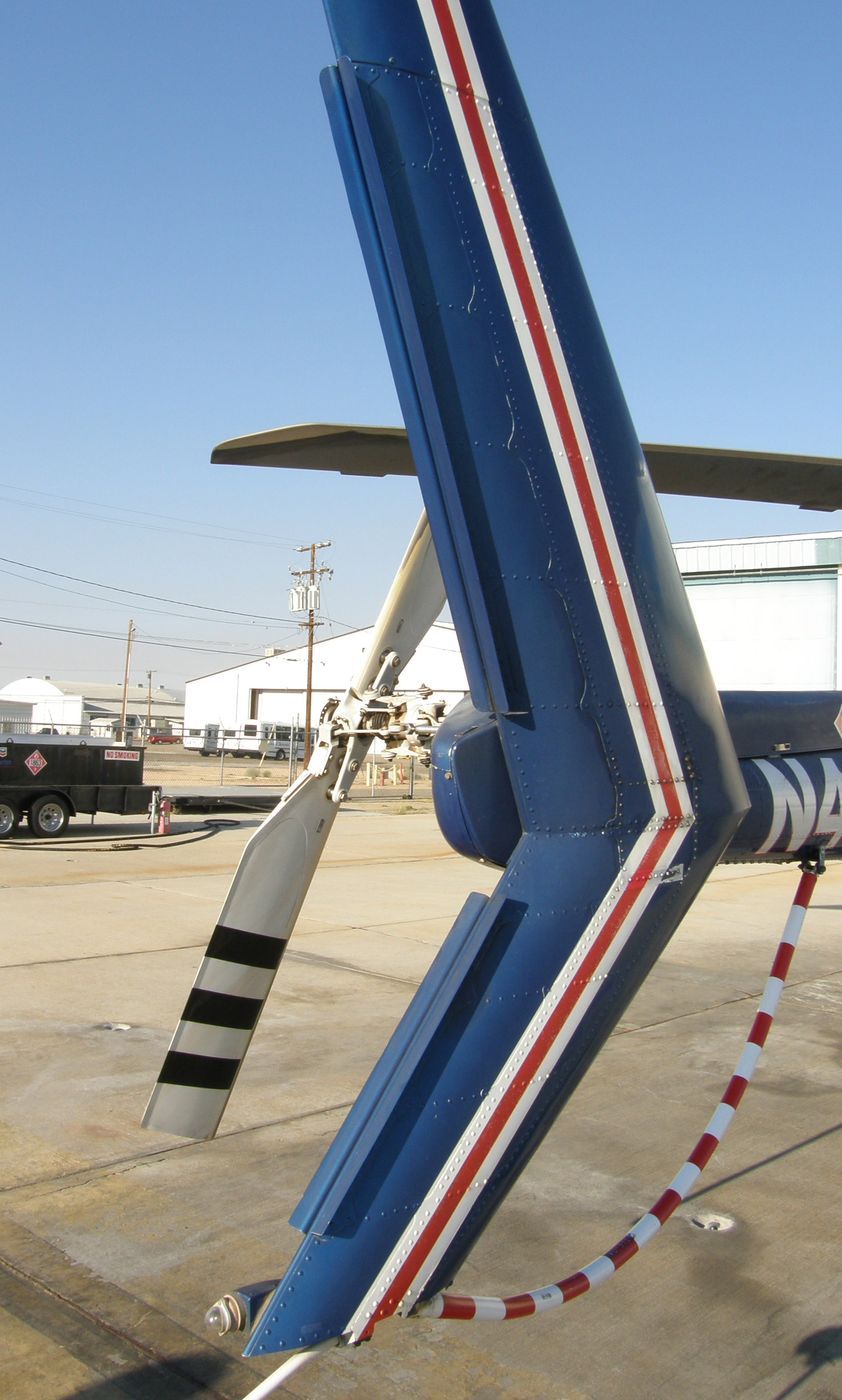
Flaps Gurney dobles (a ambdós costats del perfil) en l'estabilitzador vertical de l'helicòpter Bell 222U
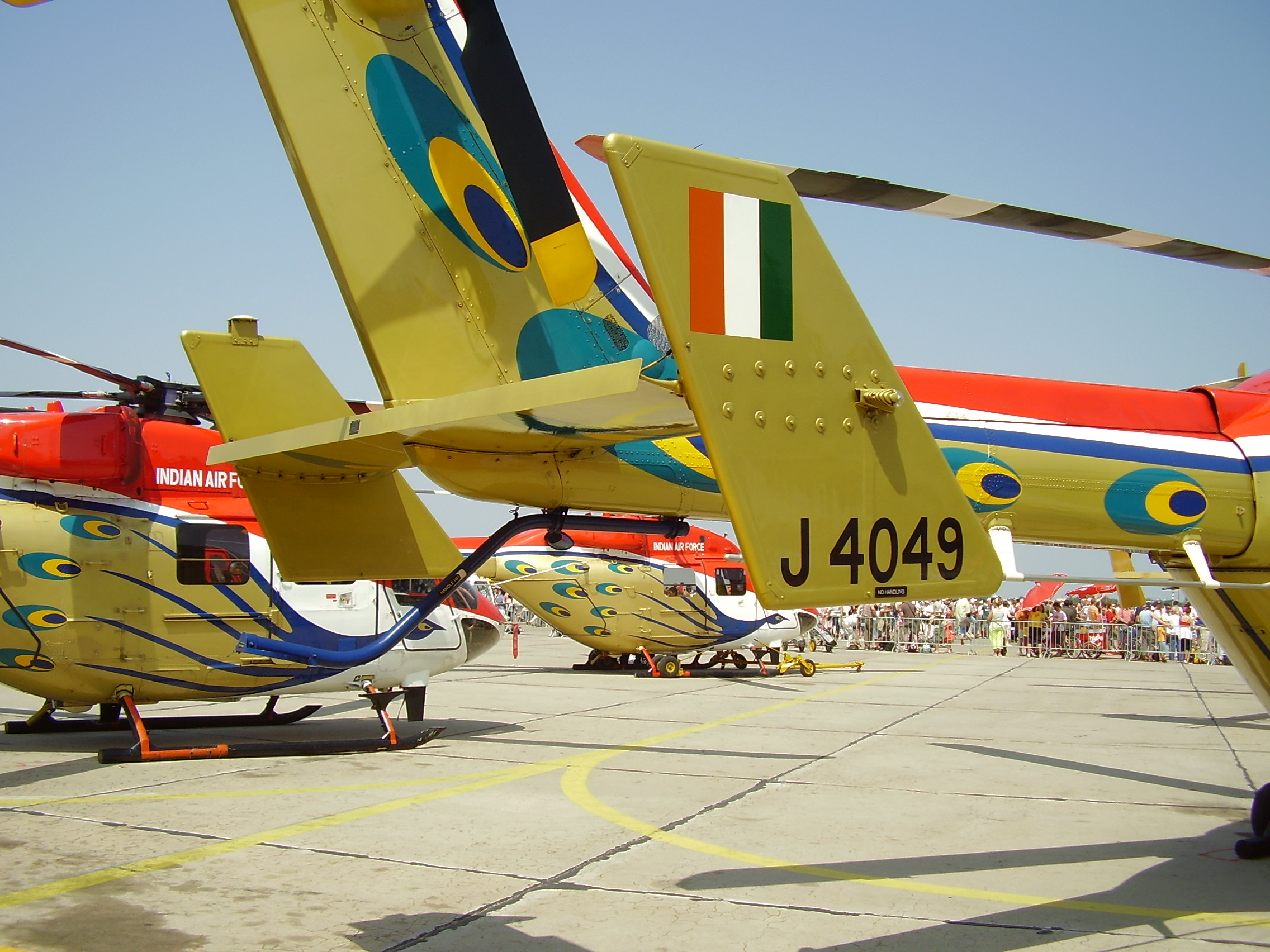
Flap Gurney doble (a ambdós costats del perfil) en l'estabilitzador horitzontal d'un helicòpter indi HAL Dhruv

## Aerogeneradors
La producció d'energia eòlica mitjançant generadors d'eix horitzontal ha estat objecte de moltes recerques teòriques i pràctiques. Un dels elements de control del flux avaluats és el flap Gurney. La referència adjunta mostra dades interessants i imatges referents al flap Gurney.

## Documentació
Hi ha nombrosos estudis referents al flap Gurney. De forma exclusiva o inclosos en documents de caràcter general.